# Naaktzadigen

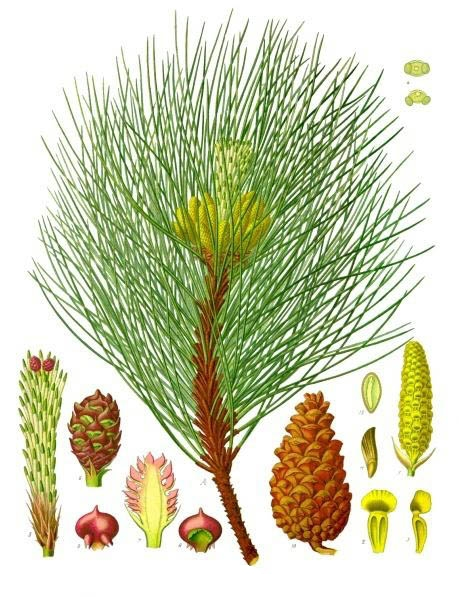
Zwarte den (Pinus nigra) met takje met vrouwelijke strobuli; vrouwelijke strobilus en daaronder een zaadschub met zaadknoppen van boven; overlangse doorsnede van vrl. strobilus; tak met mannelijke strobuli; vrl. kegel; onder elkaar pollenkorrel, gevleugeld zaad en microsporofyl; mnl. strobi;us en er onder een microsporofyl; rechtsboven 2 pollenkorrels

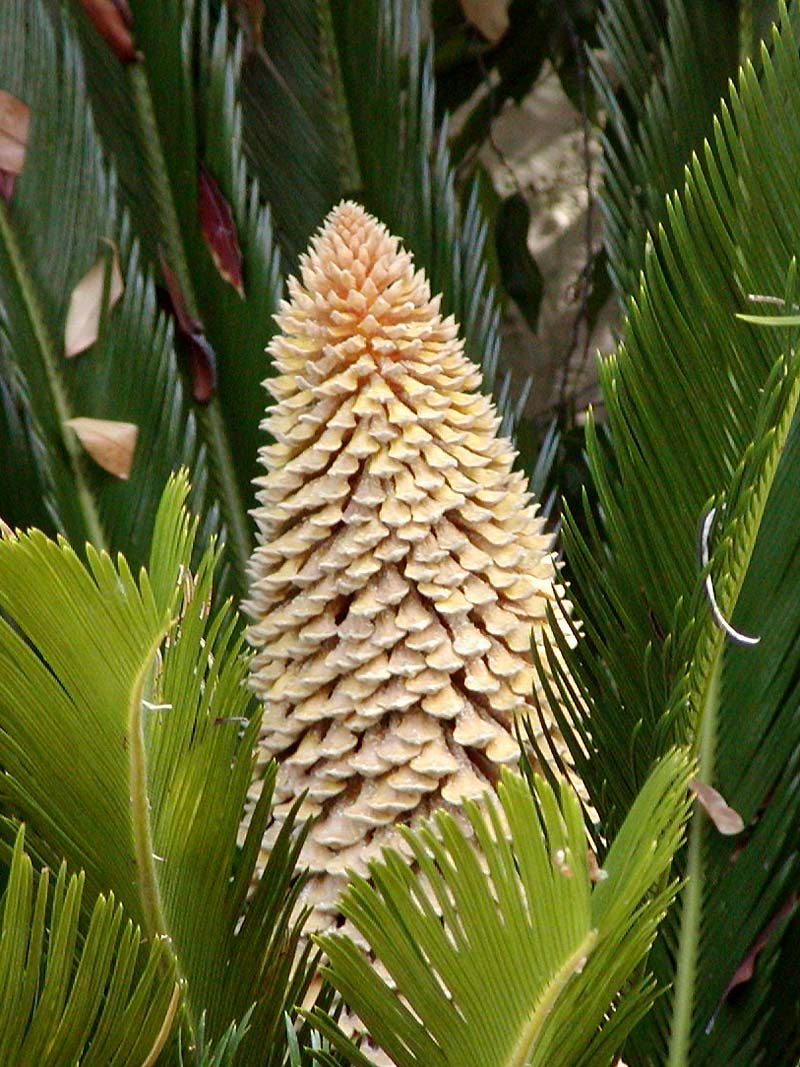
Mannelijke strobilus van een palmvaren (Cycas spec.)

De naaktzadigen (gymnospermen, botanische naam Gymnospermae) vormen een groep planten, die niet gekarakteriseerd wordt door een gezamenlijke ontstaansgeschiedenis. Daardoor is de groep het gemakkelijkst negatief te omschrijven: hij omvat alle zaadplanten, behalve de bedektzadigen. De verwantschap van de diverse groepen naaktzadigen onderling en met de bedektzadigen is onderwerp van onderzoek en discussie. De 23e druk van de Heukels gebruikt de naam "naaktzadigen" anders, en wel voor een groep die geen formele, botanische naam heeft. In de 24ste druk van de Heukels behoren tot de naaktzadigenen de orden Pinales en Cupressales.

## Beschrijving
Naaktzadigen zijn zaadplanten met onbedekte zaadknoppen, zodat de pollenkorrels bij de micropyle naar binnen kunnen. Zoals alle zaadplanten vormen naaktzadigen zaden, maar in tegenstelling tot de bedektzadigen hebben de naaktzadigen geen stamper of vruchtbeginsel en daarom ook nooit "echte" vruchten. Wel kunnen structuren aanwezig zijn die de functie van eetbare vruchten vervullen (bijvoorbeeld bij Jeneverbes, Taxus en Podocarpaceae).
De enige naaktzadigen die van nature in Nederland voorkomen zijn coniferen, door de Heukels ingedeeld in de orde Coniferales, terwijl de term "naaktzadigen" in het Nederlands traditioneel werd gebruikt om de Gymnospermae aan te duiden.
Tot de naaktzadigen worden gerekend:
- de palmvarens (Cycadales) met onder andere de geslachten Cycas en Zamia
- de Ginkgoales met als enige recente vertegenwoordiger de Japanse notenboom (Ginkgo biloba) van het verder uitgestorven geslacht Ginkgo
- de Coniferales (ook Pinales of Coniferae) met onder andere de den (Pinus), Taxus, Cedrus, Araucaria, Juniperus
- de Gnetales[1] met:
  - de familie Welwitschiaceae met het geslacht Welwitschia en de soort Welwitschia mirabilis
  - de familie Ephedraceae met het geslacht Ephedra
  - de familie Gnetaceae met het geslacht Gnetum (met onder andere de melindjoe, Gnetum gnemon)
- de zaadvarens (Pteridospermales  †), een uitgestorven, niet-monofyletische groep van planten met varenachtige bladeren en met zaden. Zaadvarens worden alleen fossiel gevonden.

## Classificatie
Een traditionele classificatie van de naaktzadigen en verwante groepen is:
| - Lignophyta - † progymnospermophyta - † Orde Aneurophytales - † Orde Protopityales - † Orde Archaeopteridales - Spermatophyta, zaadplanten - zaadvarens, pteridospermatophyta - † Klasse Lyginopteridopsida - † Klasse Medullosopsida - † Klasse Callistophytopsida - † Klasse Peltaspermopsida - † Klasse Caytoniopsida - naaktzadigen, gymnospermophyta - Stam Cycadophyta - Stam Ginkgophyta - Stam Gnetophyta - Orde Gnetales - Orde Ephedrales - Orde Welwitschiales - Stam Coniferophyta - † Klasse Cordaitopsida - † Orde Cordaitales - † Klasse Voltziopsida - Klasse Pinopsida - Familie Pinaceae - Familie Podocarpaceae - Familie Araucariaceae - Familie Sciadopityaceae - Familie Taxaceae - Familie Cephalotaxaceae - Familie Cupressaceae - Stam Cycadeoidophyta - Angiospermophyta, bedektzadigen - Monocotyledon(e)ae, eenzaadlobbigen - Dicotyledon(e)ae, tweezaadlobbigen |
| taxonomische groep; benoemde clade (een monofyletische groep) een polyfyletische groep |

## Fylogenie
Een volledigere fylogenetische stamboom, met daarin de naaktzadigen, waarin ook staat aangegeven tot welke polyfyletische groep een bepaald taxon werd gerekend:
| - Lignophyta - † Orde Aneurophytales (→ progymnospermophyta) - - - † Orde Protopityales (→ progymnospermophyta) - † Orde Archaeopteridales (→ progymnospermophyta) - Spermatophyta, zaadplanten - † Klasse Lyginopteridopsida (→ zaadvarens) - - † Klasse Medullosopsida (→ zaadvarens) - - † Klasse Callistophytopsida (→ zaadvarens) - - Klasse Cycadopsida (→ naaktzadigen) - - † Klasse Peltaspermopsida (→ zaadvarens) - - - Stam Ginkgophyta (→ naaktzadigen) - - Stam Gnetophyta (→ naaktzadigen) - Orde Gnetales - Orde Ephedrales - Orde Welwitschiales - Stam Coniferophyta (→ naaktzadigen) - † Klasse Cordaitopsida - - † Klasse Voltziopsida - Klasse Pinopsida - Familie Pinaceae - - - Familie Podocarpaceae - Familie Araucariaceae - - Familie Sciadopityaceae - - - Familie Taxaceae - Familie Cephalotaxaceae - Familie Cupressaceae - - - † Klasse Caytoniopsida (→ zaadvarens) - † Stam Cycadeoidophyta (→ naaktzadigen) - Stam Angiospermophyta (Berry 1915), bedektzadigen - basale 'angiosperms' (ANA grade) - - 'magnoliids', magnoliiden (Magnoliopsida) - - Monocotyledoneae ('monocots') - Dicotyledoneae ('eudicots') |
| taxonomische groep; benoemde clade (een monofyletische groep) een polyfyletische groep (→ behoort tot de ...) wordt ook gerekend tot een polyfyletische groep |